# 線紋阿南魚
線紋阿南魚（学名：Anampses lineatus）為輻鰭魚綱鱸形目隆頭魚亞目隆頭魚科的其中一種。其种加词“Lineatus”意为“有线纹的”。

## 分布
线纹阿南鱼分布於印度西太平洋區，包括紅海、東非、馬爾地夫、留尼旺、塞席爾群島、印尼等海域。

## 深度
深度为水深10至42公尺。

## 特徵
其體長形，側扁。口小；唇稍厚，內側具縐褶；上下頜前方各有一對向前伸出門狀齒，扁平而有切截緣。體被大或中大鱗。身體橘褐色，在鱗片列之後有灰白的縱向藍綠色線；頭部有不規則的淺藍綠色的線；鰓蓋具有一個黑色的斑點；尾鰭在較後面的部分上有一條寬的黑色橫帶。雄魚和雌魚的區別在於，雌魚在尾部的基底上有白色和黃色的條紋，雄魚在身體上有成行相對的有斑點的圖案。背鰭硬棘9；背鰭軟條12枚；臀鰭硬棘3枚；臀鰭軟條12枚，體長可達28公分。

## 生態
本魚棲息潟湖或獨立礁石，幼魚常單獨活動，成魚則成小群活動，屬肉食性。

## 經濟利用
可以作為觀賞魚。